# St. Marien (Rothenburg)

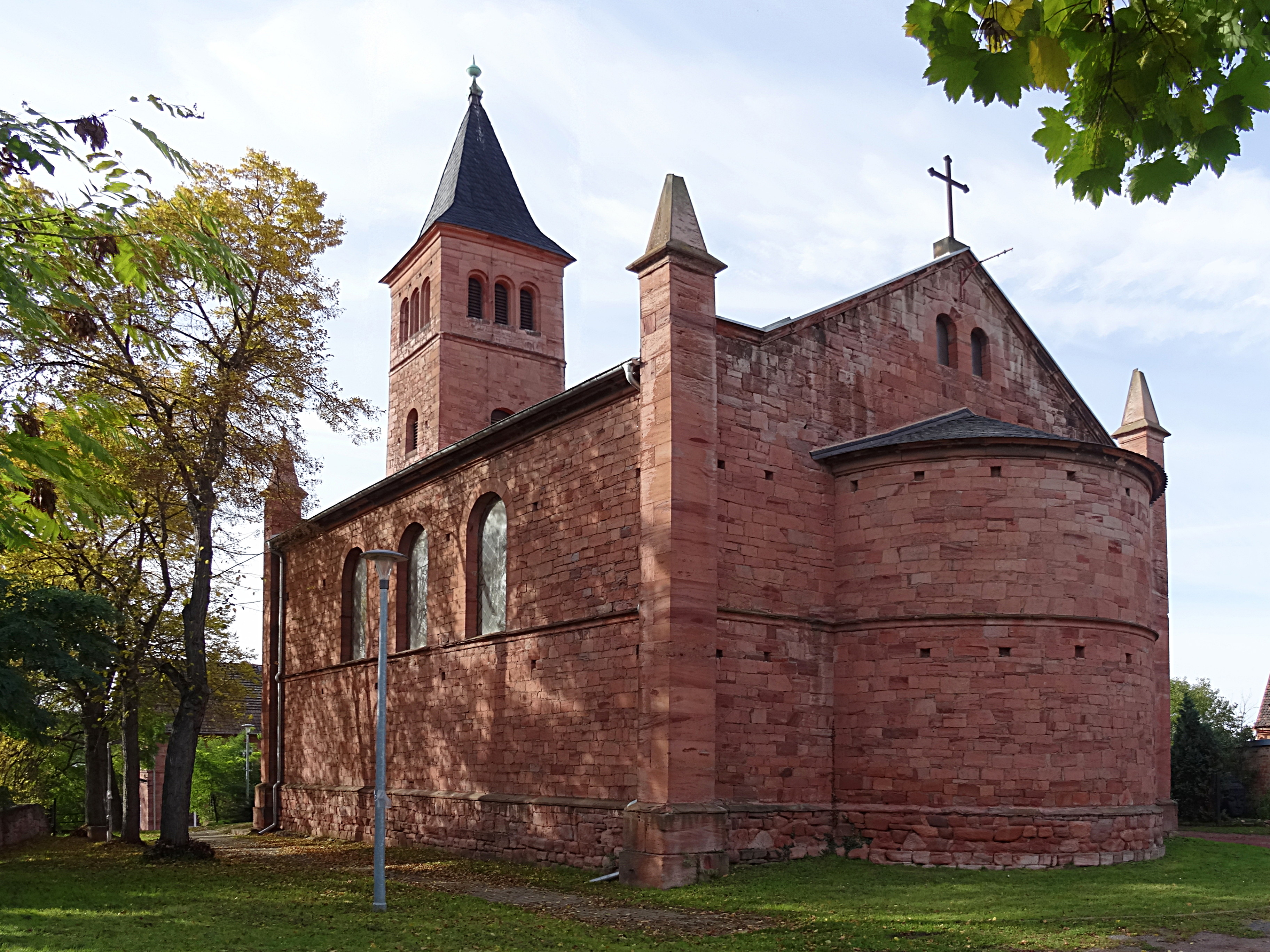
Ansicht von Südosten

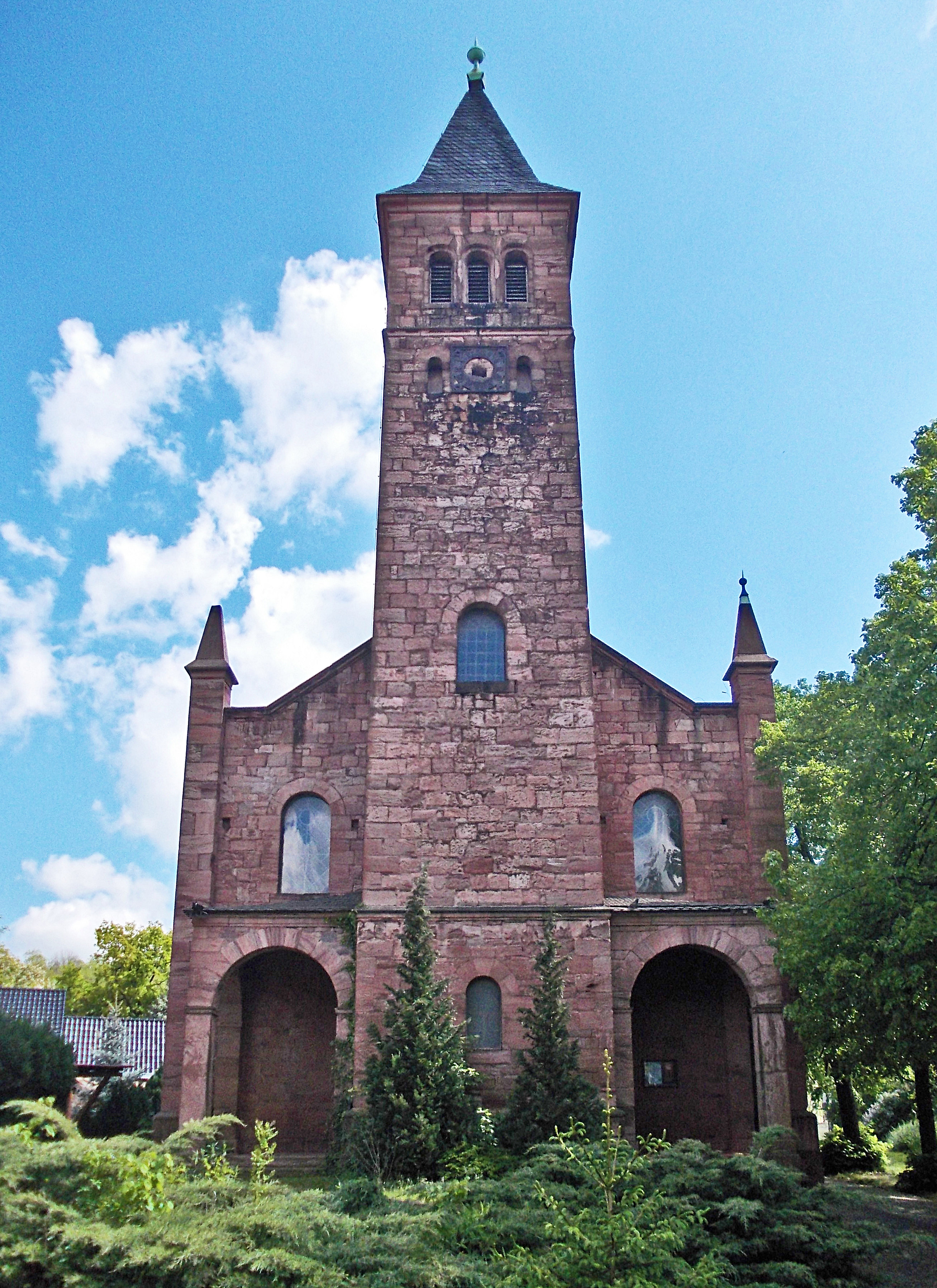
Kirchturm von Westen

St. Marien ist die evangelische Kirche der zur Gemeinde Wettin-Löbejün gehörenden Ortschaft Rothenburg im Saalekreis in Sachsen-Anhalt. Sie gehört zum Kirchengemeindeverband Wettin im Kirchenkreis Halle-Saalkreis der Evangelischen Kirche in Mitteldeutschland. Im örtlichen Denkmalverzeichnis ist die Kirche unter der Erfassungsnummer 094 55151 als Baudenkmal eingetragen.

## Architektur
Die auf einem Bergrücken am Saaleufer gelegene Kirche wurde in den Jahren von 1840 bis 1844 nach einem Entwurf von Friedrich August Stüler im neoromanisch geprägten Rundbogenstil aus dem ortstypischen rötlichen Sandstein errichtet. Finanziert wurde dieser Neubau durch eine Stiftung des preußischen Königs Friedrich Wilhelm IV. Er erfolgte am gleichen Standort, wurde aber größer erbaut und erhielt ein sichereres Fundament. Dafür ebnete man auch den Friedhof samt ihn umgebender Mauer ein.
Es handelt sich um einen gedrungenen Rechteckbau mit halbrunder fensterloser Apsis im Osten und einem schlanken quadratischen Westturm. Baldachinartig offene Eingangshallen flankieren den Turm an der Nord- und Südseite. An den Ecken des Schiffs befinden sich fialenbekrönte flache Pfeiler.

### Vorgängerbau
Ein Vorgängerbau wird bereits im 13. Jahrhundert vermutet. Dieser wurde im Dreißigjährigen Krieg mit Ausnahme des Turms zerstört, so dass im Jahr 1650 ein Neubau erfolgte, der nur eine etwa einen Meter hohe Mauer des Vorgängerschiffs beibehielt. In den Jahren von 1750 bis 1754 erfolgte eine weitere umfassende Reparatur der Kirche, die etwa 20 Meter lang und etwas über sieben Meter breit war. Ihre Höhe täuschte von außen, da sie fast zwei Meter ins Erdreich hinein ragte. Sie besaß drei Fenster nach Norden, zwei große und ein kleines nach Osten und zwei nach Süden. Das Dach war mit Ziegel gedeckt. Der Westquerturm (5,3 × 9,4 Meter) galt im Jahr 1810 als stark einsturzgefährdet, so dass man seine Höhe reduzierte und nun auch ihn mit Ziegeln deckte. Er wurde aufgrund seiner gotischen Schallfenster in das 15. Jahrhundert geschätzt. Im Inneren besaß der Turm ein Kreuzgratgewölbe. Die Kirche stürzte im Jahr 1842 in größerem Umfang ein, so dass man sich für den Abriss und einen Neubau entschied.

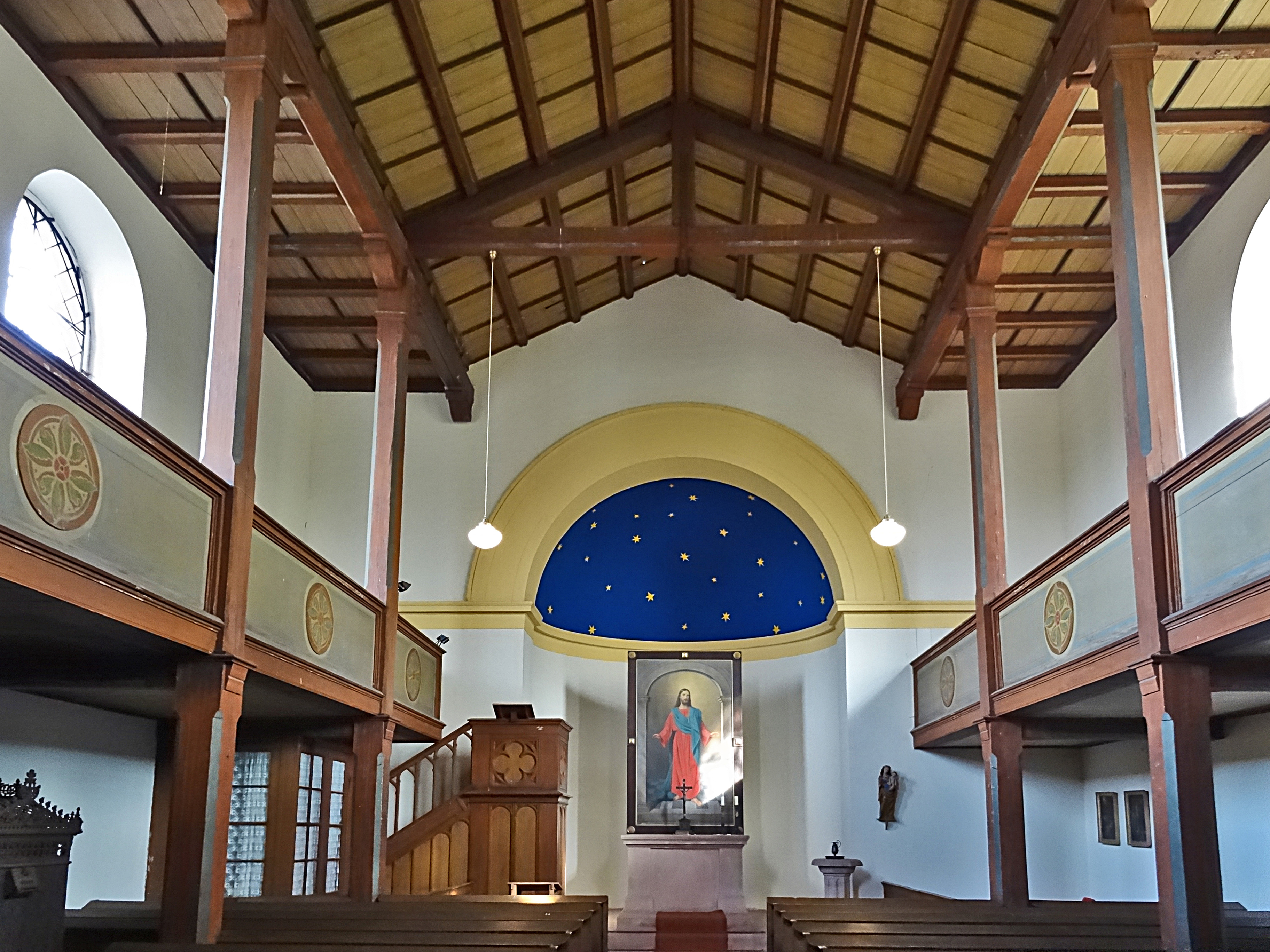
Innenansicht

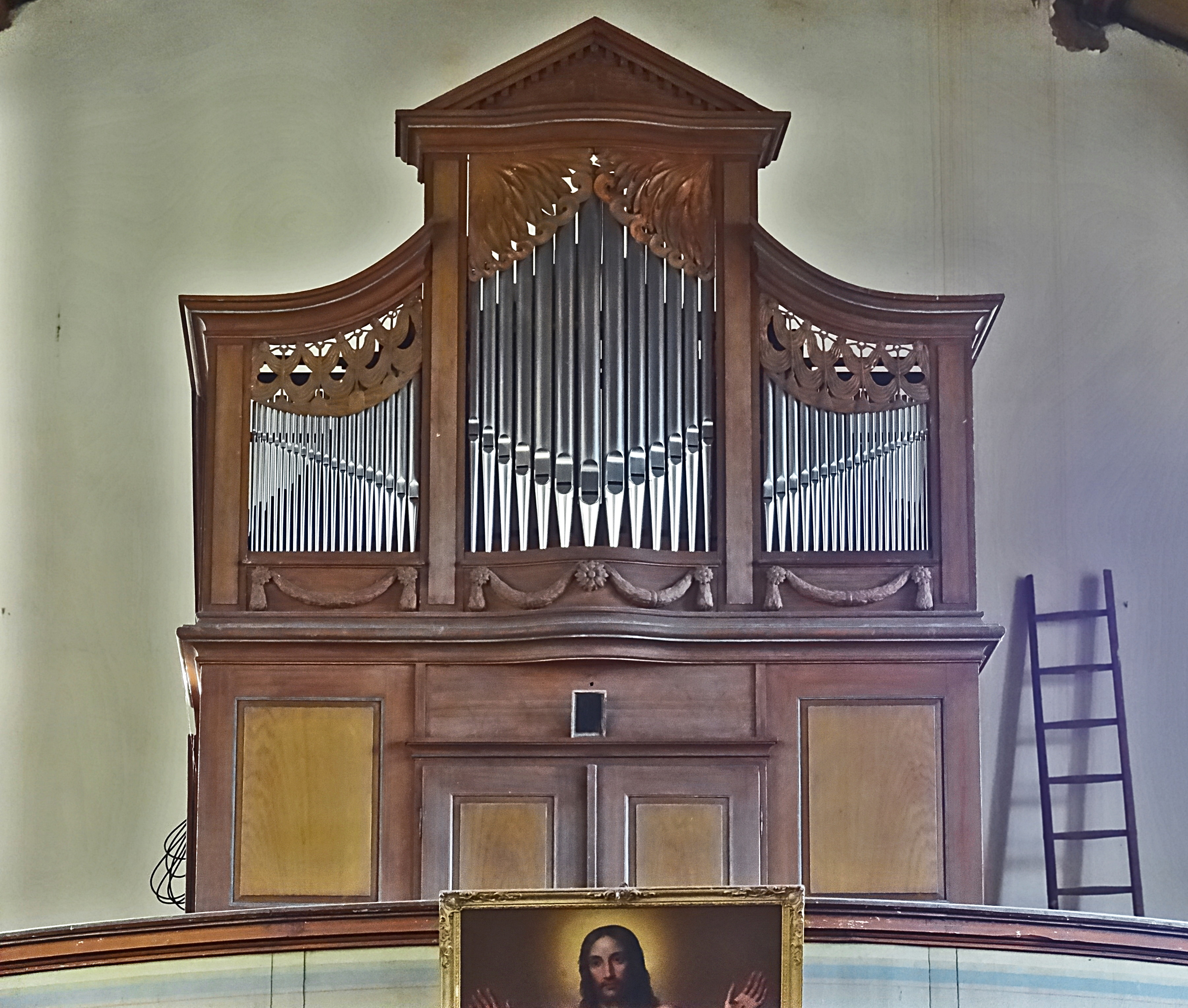
Voigt-Orgel

## Ausstattung
Der Kirchensaal wird von einer Balkendecke überspannt. Die dreiseitige Empore und die Kanzel stammen aus der Bauzeit. Die farbig bemalte Holzstatue der Madonna im Chor, ursprünglich aus einem nicht mehr existierenden Schnitzaltar, wird auf die Zeit um 1460 datiert. Das Altarbild und das Gemälde des segnenden Christus an der Westempore stammen aus dem Jahr 1898 vom Genremaler Günther. An den Wänden des Kirchensaals hängen einige kleine Ölbilder aus dem 17. und 18. Jahrhundert: Lazarus’ Auferstehung, Maria mit dem Kinde, Christi Geißelung und ein Legendenbild.
Die Kirche verfügt über zwei Glocken. Die kleinere mit einem Durchmesser von 0,88 m stammt aus dem 13. Jahrhundert. Die größere mit 1,10 m Durchmesser hat in Versalien die Inschrift Sit tempestatum per me omne genus fugatum („Jede Art von Unwettern sei durch mich vertrieben“, leoninischer Hexameter), darunter das Gebet Ave Maria.

### Orgel
Die Orgel schuf der Polleber Orgelbaumeister Johann Gottlob Erdmann Voigt bereits im Jahr 1829, was durch die Inschrift „Voigt-Polleben-1829“ belegt ist. Sie war in den 1820er Jahren verstummt, so dass man eine neue Orgel in Auftrag gegeben hatte und diese aus der alten Kirche übernehmen konnte. Im Dezember 2012 wurde sie ausgebaut und in Halle (Saale) durch den Orgelbauer Thomas Schildt restauriert.
Die Orgel von 1829 finanzierten neben dem Kirchenpatron (der preußische König; zu diesem Zeitpunkt: Friedrich Wilhelm III.) das Hüttengewerk sowie verschiedene Personen aus der Gemeinde. Die Einweihung erfolgte am 1. Mai 1830. Die Vorgängerorgel stammte aus dem Jahr 1756 und wurde im Jahr 1773 von einem halleschen Mitglied der Orgelbauerfamilie Zuberbier repariert.
Die mechanische Schleifladenorgel besitzt 14 Register. Der Prospekt wurde klassizistisch gestaltet. Die Originalprospektpfeifen wurden später durch Zinkpfeifen ersetzt. Während die Registerzüge noch allesamt original erhalten sind, wurden einige Register im 20. Jahrhundert verändert. Die 2009 beschlossene Restaurierung wurde im Juni 2013 abgeschlossen. Die Register verteilen sich auf Pedal (drei) und Manual (elf).